# Selce (district de Banská Bystrica)
Pour les articles homonymes, voir Selce.
Selce (allemand : Seltz), est un village de Slovaquie situé dans la région de Banská Bystrica.

## Histoire
Première mention écrite du village en 1332.

## Démographie

### Évolution de la population
| Année:               | 1994. | 2004.   | 2014.   | 2024.   |
| -------------------- | ----- | ------- | ------- | ------- |
| Nombre de personnes: | 1987  | 2049    | 2161    | 2100    |
| Différence:          |       | +3,12 % | +5,46 % | -2,82 % |

| Année:               | 2023. | 2024.   |
| -------------------- | ----- | ------- |
| Nombre de personnes: | 2117  | 2100    |
| Différence:          |       | -0,80 % |